# Ровіни
Ровіни (пол. Rowiny) — село в Польщі, у гміні Вишниці Більського повіту Люблінського воєводства. Населення — 165 осіб (2011).

## Історія
За даними етнографічної експедиції 1869—1870 років під керівництвом Павла Чубинського, у селі переважно проживали греко-католики, які розмовляли українською мовою.
У 1975—1998 роках село належало до Білопідляського воєводства.

## Демографія
Демографічна структура станом на 31 березня 2011 року:
|          | Загалом | Допрацездатний вік | Працездатний вік | Постпрацездатний вік |
| -------- | ------- | ------------------ | ---------------- | -------------------- |
| Чоловіки | 82      | 11                 | 58               | 13                   |
| Жінки    | 83      | 16                 | 43               | 24                   |
| Разом    | 165     | 27                 | 101              | 37                   |